# Світлова пастка

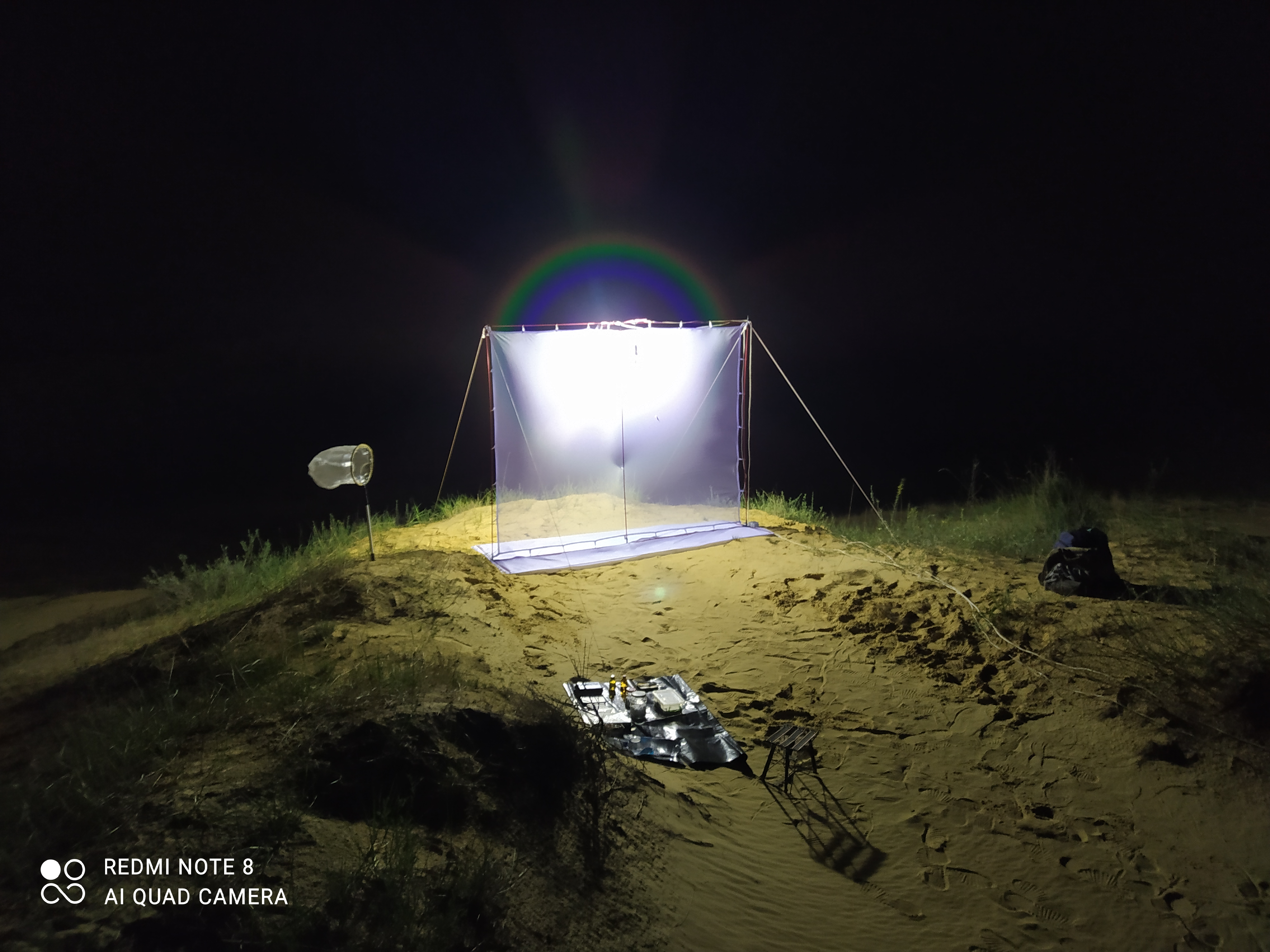
Працює світлова пастка, в якій дугова ртутна люмінесцентна лампа (ДРЛ) поєднана з ультрафіолетовою лампою

Світлові́ па́стки призначені для приваблювання та уловлювання комах та інших безхребетних тварин. Це один з типів пасток для комах, що полегшують збирання наукового та музейного матеріалу для вивчення тварин і створення зоологічних колекцій. Світлові пастки приваблюють комах найрізноманітніших груп, в тому числі й таких, які не здатні літати або пересуваються переважно «пішки».

## Конструктивні особливості
Джерелом приваблення у таких пастках є електричні лампи. З огляду на спектр їх світла, використовують різні типи ламп: газорозрядні, світлодіодні, ультрафіолетові лампи чорного світла, лампа розжарювання тощо.
Звичайно пастка складається з лампи (ламп), білого екрана, на який сідають комахи, і джерела електричного струму. Інколи як екран використовують світлу стінку будівлі, навколо якої розміщують джерело світла. Існують пастки, конструкція яких забезпечує не лише приваблення, а й автоматичне збирання комах.
Усілякі сучасні удосконалення істотно підвищують ефективність світлових пасток. Прикладом може слугувати світлова пастка, з'єднана в одну мережу з портативним комп'ютером, додатковим освітленням та відеокамерою. Така система без присутності людини відстежує метеликів, що прилетіли до світла, фіксує їх зображення, підраховує кількість і за закладеною програмою визначає видову належність.
Потужність ламп та конструкції пасток залежать від мети конкретних досліджень, особливостей біології певних груп комах, рельєфу місцевості та інших факторів. На уловистість пасток впливають також метеорологічні елементи: температура, сила та напрям вітру, хмарність, опади, прозорість атмосфери, фази луни, наявність «конкурентних» джерел штучного світла.

## Мета використання
За допомогою світлових пасток встановлюють видовий та загалом таксономічний склад локальних фаун, вивчають міграції комах, особливості їх фізіології, поведінки та екології. Такі пастки дають можливість відстежувати появу та динаміку чисельності видів, що завдають економічних збитків господарству або небезпечні для здоров'я людини та свійських тварин. Якщо цілі дослідження не вимагають умертвіння комах, то використання світлових пасток виявляється «екологічно чистим» («eco-friendly») ентомологічним методом.
Існують також світлові пастки, що рекламуються як винищувачі шкідливих комах — сарани, мух тощо. Дія їх «за умовчуванням» не вибіркова. Всі вони під час роботи знищують силу-силенну комах, які у господарському відношенні нейтральні або корисні для людини. Використання таких пасток у природі може завдавати потужного удару по біорізноманіттю екосистем і мати непередбачувані екологічні наслідки.

## Галерея

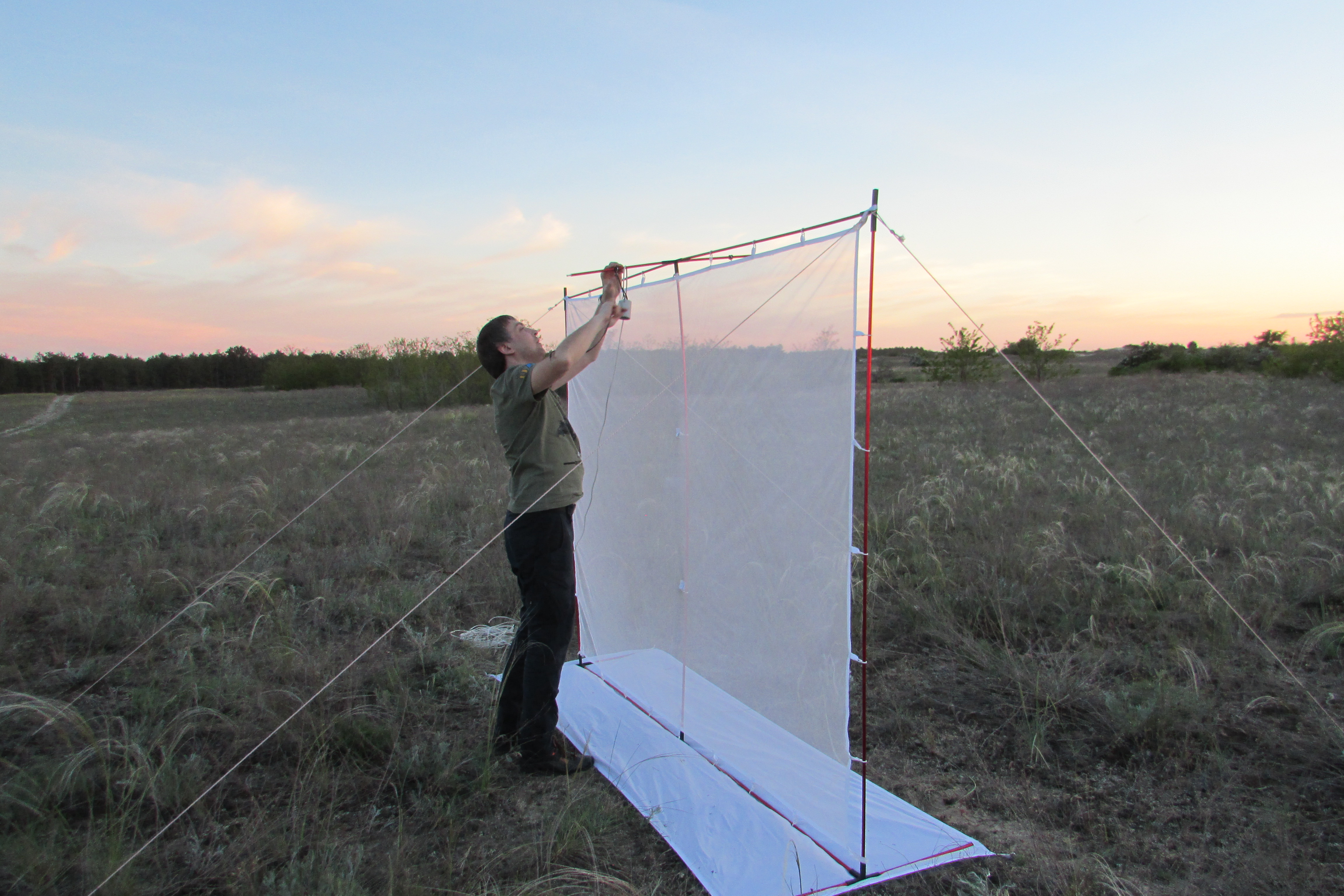
Відкриті вирівнені степові ділянки — гарне місце для встановлення світлової пастки. Щоправда, тут і вітер сильніший, але для захисту від його поривів тканина екрану містить безліч малесеньких дірочок
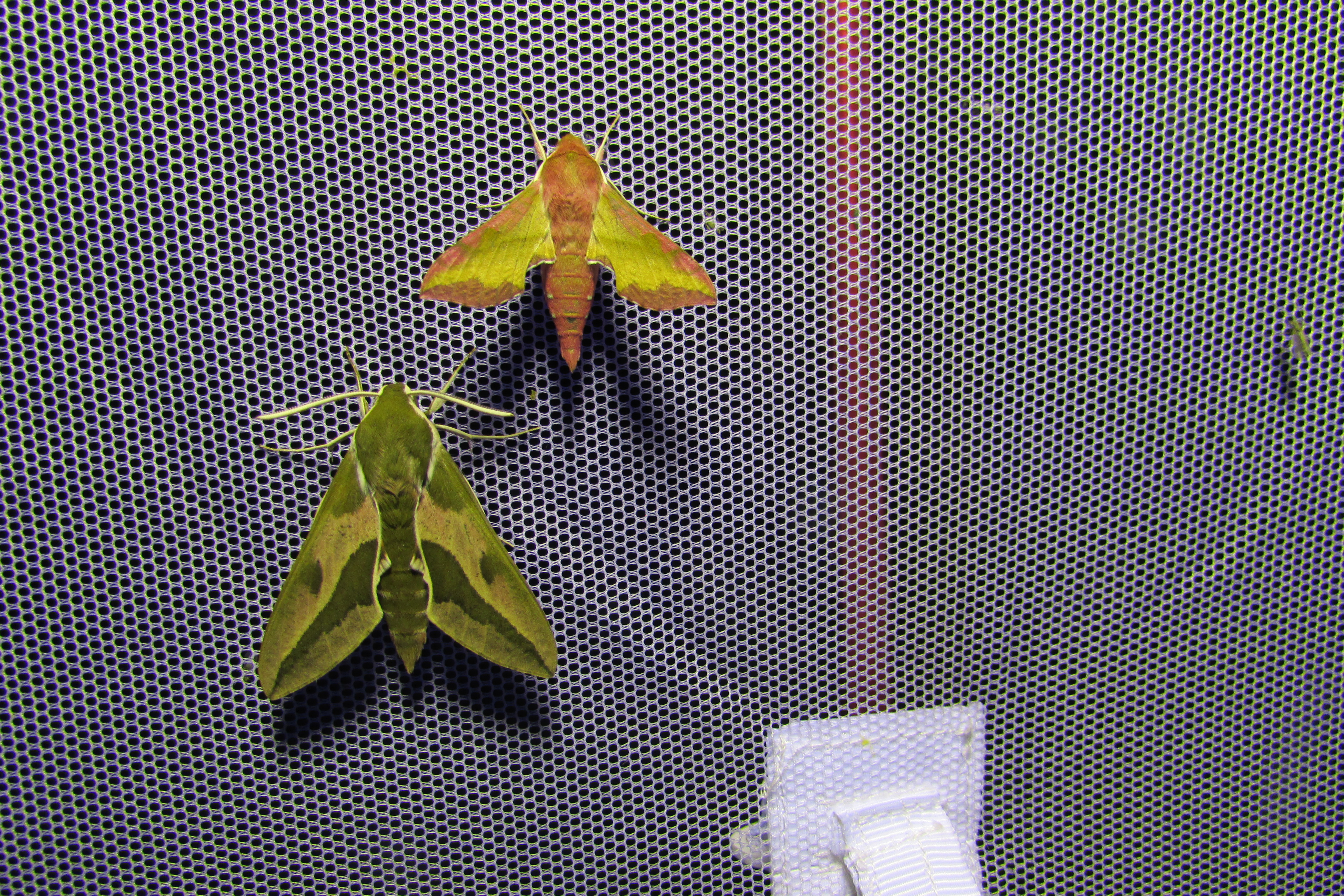
На екран світлової пастки прилетіли нічні метелики — молочайний та винний бражники. Екран здається чорним, насправді ж він білий, але напівпрозорий, а позаду — глупа ніч
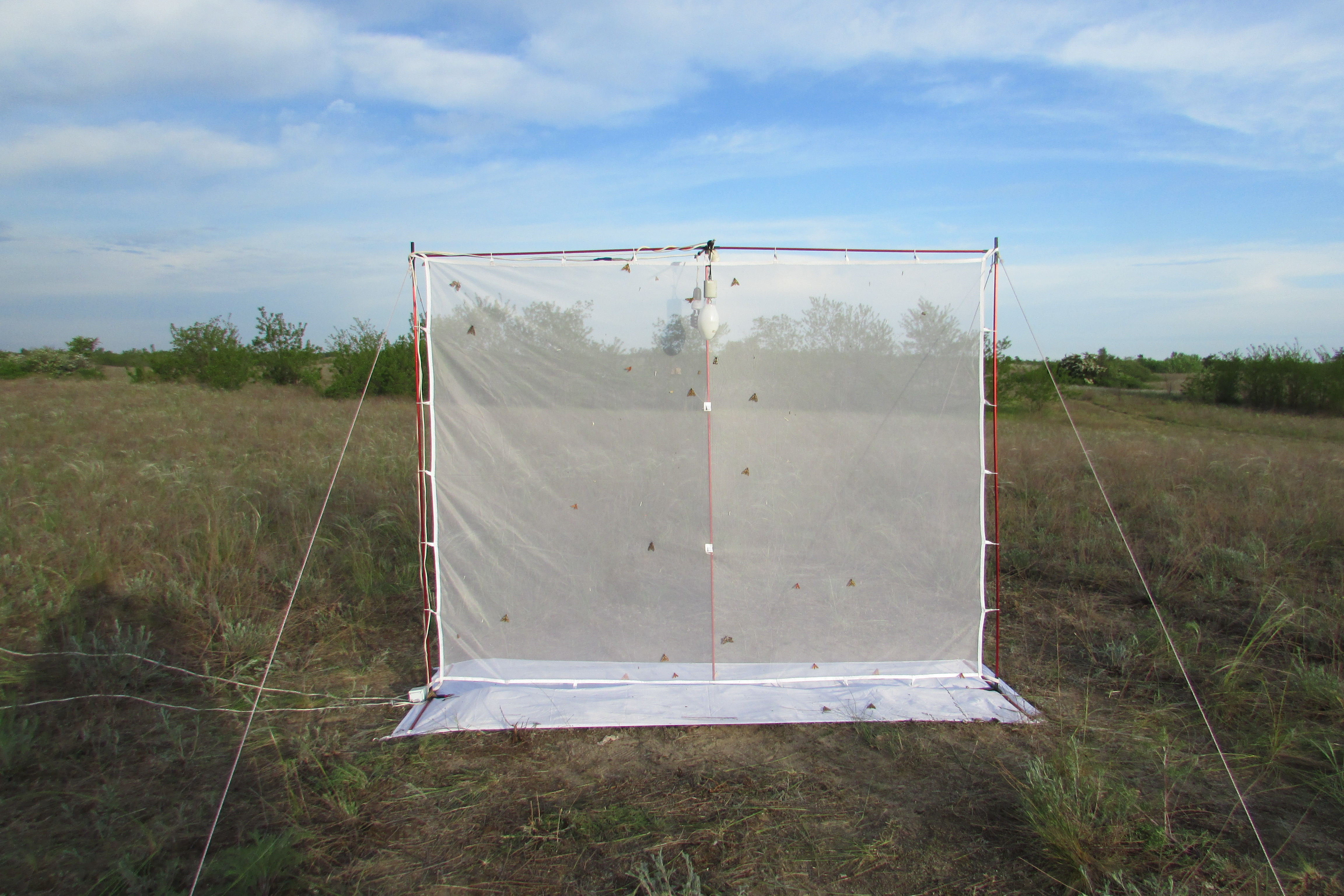
Вранці нічні комахи, що уподобали екран, не поспішають улетіти. В цей час до екрана часом прилітають комахоїдні птахи — «поснідати»